# Clásico del Río de la Plata
El Clásico del Río de la Plata o Clásico Rioplatense es el enfrentamiento de las selecciones de fútbol de Argentina y Uruguay, el cual corresponde a una de las rivalidades más importantes en la historia de éste deporte. El 16 de mayo de 1901 en Montevideo, estos combinados protagonizaron el primer partido internacional, con triunfo argentino por 3-2.
Este clásico se convirtió en el encuentro internacional más jugado de la historia del fútbol, según los registros de FIFA, se disputó oficialmente en 214 ocasiones, venciendo los argentinos en 96 partidos, los uruguayos en 64 y empatando los restantes 53 cotejos. Sin embargo, la AFA reconoce haber disputado 197 encuentros (92 triunfos de Argentina, 59 de Uruguay y 46 empates); y la AUF 196 (92 victorias albicelestes, 58 de la celeste y 46 igualdades).
Argentina obtuvo tres copas mundiales de la FIFA, mientras que Uruguay dos, aunque este tiene en su haber dos campeonatos Olímpicos. Estos, al tener la excepcionalidad de ser de selecciones absolutas, son reconocidos por la FIFA como campeonatos mundiales y por esta razón autoriza a la selección uruguaya a portar cuatro estrellas encima de su escudo. Por su parte, Argentina logró la misma cantidad de medallas de oro olímpicas con selecciones sub-23 (con el agregado de 3 futbolistas mayores de 23 años). A nivel continental, Argentina ostenta el récord de Copas América ganadas, con 16, una más que Uruguay, que tiene 15. Cabe agregar que Argentina, tiene también cuatro títulos interconfederativos oficiales: una Copa FIFA Confederaciones, un Campeonato Panamericano de Fútbol, y dos Copas de Campeones Conmebol-UEFA, mientras que Uruguay posee la Copa de Oro de Campeones Mundiales ganada en 1980 en su única edición.
La disputa futbolística es considerada como el primer gran clásico sudamericano al definir en los primeros años una copa del mundo y otra final de JJOO. Sin embargo, con los años los combinados argentinos y brasileros fueron chocando en algunos duelos de la Copa América y su rivalidad fue tomando fuerza; siendo la génesis del gran clásico fue el desempate del torneo continental de 1937 a favor del conjunto albiceleste. A esto se sumó al auge brasilero en el fútbol que devino en que el encuentro futbolístico entre los combinados rioplantenses fuese relegado a un segundo plano de importancia frente al gran Clásico sudamericano.

## Primer partido
El primer partido oficial para ambas asociaciones y la FIFA, fue el jugado el 20 de julio de 1902, en Paso del Molino, Uruguay, con triunfo de Argentina por 6-0. Existe una controversia respecto al primer partido, debido a que otras fuentes, consideran como primer partido el disputado el 16 de mayo de 1901, pero este encuentro no fue organizado por la Liga Uruguaya, sino por el Club Albion, jugando el combinado uruguayo con la camiseta de ese club, es por ello que ni la AFA ni la AUF, lo reconocen como oficial.
| 20 de julio de 1902 | Uruguay | 0:6 (0:2) | Argentina | Estadio del Albion FC, Montevideo                           |                                                             |
|                     |         |           | Charles Dickinson 3' · Germán Arímalo 31' (a.g.) · Edward Morgan 64' · Carlos Carve Urioste 66' (a.g.) · Juan Anderson 71' · Jorge Brown 86' | Asistencia: 8000 espectadores Árbitro(s): Robert Whall Rudd | Asistencia: 8000 espectadores Árbitro(s): Robert Whall Rudd |

## Resumen
- Actualizado a marzo de 2025 (Datos según datos oficiales)[4][5][16][1]

### Encuentros reconocidos por FIFA
| Competencia            | Partidos | Ganó | Empates | Ganó | Goles | Goles |
| ---------------------- | -------- | ---- | ------- | ---- | ----- | ----- |
| Copa Mundial de Fútbol | 2        | 1    | 0       | 1    | 3     | 4     |
| Eliminatorias          | 16       | 9    | 4       | 3    | 21    | 11    |
| Copa América           | 32       | 15   | 4       | 13   | 43    | 33    |
| Juegos Olímpicos       | 2        | 0    | 1       | 1    | 2     | 3     |
| Subtotal               | 52       | 25   | 9       | 18   | 69    | 51    |
| Amistosos              | 162      | 72   | 44      | 46   | 272   | 210   |
| Total                  | 214      | 97   | 53      | 64   | 341   | 261   |

### Encuentros reconocidos por AFA
| Competencia            | Partidos | Ganó | Empates | Ganó | Goles | Goles |
| Competencias oficiales | 52       | 25   | 9       | 18   | 69    | 51    |
| ---------------------- | -------- | ---- | ------- | ---- | ----- | ----- |
| Amistosos              | 145      | 67   | 37      | 41   | 248   | 183   |
| Total                  | 197      | 92   | 46      | 59   | 317   | 234   |

### Encuentros reconocidos por AUF
| Competencia            | Partidos | Ganó | Empates | Ganó | Goles | Goles |
| Competencias oficiales | 52       | 25   | 9       | 18   | 69    | 51    |
| ---------------------- | -------- | ---- | ------- | ---- | ----- | ----- |
| Amistosos              | 144      | 67   | 37      | 40   | 250   | 181   |
| Total                  | 196      | 92   | 46      | 58   | 319   | 232   |

## Enfrentamientos entre selecciones mayores
Lista de enfrentamientos desde el primero en 1902 hasta la actualidad, oficializados por FIFA, a través de la página «World Football Elo Ratings».
| #   | Fecha                    | País         | Ciudad             | Estadio                            | Competición                                                        | Local   | Bandera de Uruguay | Resultado      | Bandera de Argentina | Goles (U)                                                                                    | Goles (A) | Instancia                  |
| --- | ------------------------ | ------------ | ------------------ | ---------------------------------- | ------------------------------------------------------------------ | ------- | ------------------ | -------------- | -------------------- | -------------------------------------------------------------------------------------------- | --- | -------------------------- |
| 1   | 20 de julio de 1902      | Uruguay      | Montevideo         | Field del Albion                   | Amistoso                                                           | URU     | Uruguay            | 0–6            | Argentina            |                                                                                              | Carlos Dickinson (3'), Germán Arímalo (e/c) (31'), Edward Morgan (64'), Carlos Carve Urioste (e/c) (66'), Juan Anderson (71'), Jorge Brown (86') | Partido Único              |
| 2   | 13 de septiembre de 1903 | Argentina    | Buenos Aires       | Palermo                            | Amistoso                                                           | ARG     | Uruguay            | 3–2            | Argentina            | Carlos Céspedes (29', 58'), Bolívar Céspedes (73')                                           | Jorge Brown (52', 84') | Partido Único              |
| 3   | 15 de agosto de 1905     | Argentina    | Buenos Aires       | Sociedad Sportiva                  | Copa Lipton                                                        | ARG     | Uruguay            | 0–0            | Argentina            |                                                                                              | | Partido Único              |
| 4   | 15 de agosto de 1906     | Uruguay      | Montevideo         | Parque Central                     | Copa Lipton                                                        | URU     | Uruguay            | 0–2            | Argentina            |                                                                                              | Arnoldo Watson Hutton (28'), E. Brown (85') | Partido Único              |
| 5   | 21 de octubre de 1906    | Argentina    | Buenos Aires       | Sociedad Sportiva                  | Copa Newton                                                        | ARG     | Uruguay            | 1–2            | Argentina            | G. Peralta (87')                                                                             | Arnoldo Watson Hutton (26'), Eliseo Brown (80')                                                                                                  | Partido Único              |
| 6   | 15 de agosto de 1907     | Argentina    | Buenos Aires       | Estudiantes                        | Copa Lipton                                                        | ARG     | Uruguay            | 1–2            | Argentina            | Pedro Zibechi (68')                                                                          | Eliseo Brown (33'), Santiago Demarchi (e/c) (45')                                                                                                | Partido Único              |
| 7   | 6 de octubre de 1907     | Uruguay      | Montevideo         | Parque Central                     | Copa Newton                                                        | URU     | Uruguay            | 1–2            | Argentina            | Alberto Zumarán (56')                                                                        | Ricardo Malbrán (30', 59') | Partido Único              |
| 8   | 15 de agosto de 1908     | Uruguay      | Montevideo         | Parque Central                     | Copa Lipton                                                        | URU     | Uruguay            | 2–2            | Argentina            | Alberto Zumarán (28'), Juan Carlos Bertone (75')                                             | Ernesto Brown (22'), Maximiliano Susán (60') | Partido Único              |
| 9   | 13 de septiembre de 1908 | Argentina    | Buenos Aires       | GEBA                               | Copa Newton                                                        | ARG     | Uruguay            | 1–2            | Argentina            | José Brachi (82')                                                                            | Eliseo Brown (40'), Arnoldo Watson Hutton (73')                                                                                                  | Partido Único              |
| 10  | 4 de octubre de 1908     | Argentina    | Buenos Aires       | GEBA                               | Copa Honor Argentino                                               | ARG     | Uruguay            | 1–0            | Argentina            | José Brachi (82')                                                                            | | Partido Único              |
| 11  | 15 de agosto de 1909     | Argentina    | Buenos Aires       | GEBA                               | Copa Lipton                                                        | ARG     | Uruguay            | 1–2            | Argentina            | Alberto Zumarán (88')                                                                        | Arnoldo Watson Hutton (25'), Eliseo Brown (26')                                                                                                  | Partido Único              |
| 12  | 19 de septiembre de 1909 | Uruguay      | Montevideo         | Belvedere                          | Copa Newton                                                        | URU     | Uruguay            | 2–2            | Argentina            | Santiago Raymonda (59'), Robert Buck (68')                                                   | José Viale (2'), Alberto García (e/c) (9') | Partido Único              |
| 13  | 10 de octubre de 1909    | Argentina    | Buenos Aires       | GEBA                               | Copa Honor Argentino                                               | ARG     | Uruguay            | 1–3            | Argentina            | Santiago Raymonda (35')                                                                      | A. Brown (3', 65'), Jorge Brown (13' p.) | Partido Único              |
| 14  | 12 de junio de 1910      | Argentina    | Buenos Aires       | GEBA                               | Copa Centenario Revolución de Mayo                                 | ARG     | Uruguay            | 1–4            | Argentina            | José Piendibene (58')                                                                        | José Viale (15'), J. Hayes (43'), Arnoldo Watson Hutton (50'), Maximiliano Susán (64')                                                           | Liguilla (Partido 3)       |
| 15  | 15 de agosto de 1910     | Uruguay      | Montevideo         | Belvedere                          | Copa Lipton                                                        | URU     | Uruguay            | 3–1            | Argentina            | Pablo Dacal (22'), Pedro Zibechi (49'), Carlos Scarone (63')                                 | Harry Hayes (71') | Partido Único              |
| 16  | 13 de noviembre de 1910  | Argentina    | Buenos Aires       | GEBA                               | Copa Honor Argentino                                               | ARG     | Uruguay            | 1–1            | Argentina            | José Piendibene (45')                                                                        | Manuel González (65') | Partido 1                  |
| 17  | 27 de noviembre de 1910  | Argentina    | Buenos Aires       | GEBA                               | Copa Honor Argentino                                               | ARG     | Uruguay            | 6–2            | Argentina            | Luis Quaglia (4'), Pedro Seoane (35', 65'), José Piendibene (37'), Carlos Scarone (40', 44') | Manuel González (41'), José Viale (70') | Partido 2                  |
| 18  | 30 de abril de 1911      | Uruguay      | Montevideo         | Belvedere                          | Amistoso                                                           | URU     | Uruguay            | 1–2            | Argentina            | Felipe Canavessi (70' (p.)                                                                   | Manuel González (55', 71') | Partido Único              |
| 19  | 15 de agosto de 1911     | Argentina    | Buenos Aires       | GEBA                               | Copa Lipton                                                        | ARG     | Uruguay            | 2–0            | Argentina            | José Piendibene (84'), Pablo Dacal (88')                                                     | | Partido Único              |
| 20  | 17 de septiembre de 1911 | Uruguay      | Montevideo         | Parque Central                     | Copa Newton                                                        | URU     | Uruguay            | 2–3            | Argentina            | Felipe Canavessi (58'), Ángel Romano (60')                                                   | A. Brown (31'), E. Brown (54', 75') | Partido Único              |
| 21  | 8 de octubre de 1911     | Uruguay      | Montevideo         | Parque Central                     | Copa Honor Uruguayo                                                | URU     | Uruguay            | 1–1            | Argentina            | José Piendibene (68')                                                                        | Arnoldo Watson Hutton (21') | Partido 1                  |
| 22  | 22 de octubre de 1911    | Argentina    | Buenos Aires       | GEBA                               | Copa Honor Argentino                                               | ARG     | Uruguay            | 0–2            | Argentina            |                                                                                              | Antonio Piaggio (30', 40') | Partido Único              |
| 23  | 29 de octubre de 1911    | Uruguay      | Montevideo         | Parque Central                     | Copa Honor Uruguayo                                                | URU     | Uruguay            | 3–0            | Argentina            | José Piendibene (13', 74'), Felipe Canavessi (81')                                           | | Partido 2                  |
| 24  | 25 de febrero de 1912    | Argentina    | Avellaneda         | Independiente                      | Amistoso                                                           | ARG     | Uruguay            | 0–2            | Argentina            |                                                                                              | Alberto Ohaco (39'), Harry Hayes (78') | Partido Único              |
| 25  | 15 de agosto de 1912     | Uruguay      | Montevideo         | Parque Central                     | Copa Lipton                                                        | URU     | Uruguay            | 2–0            | Argentina            | Pablo Dacal (24'), Carlos Scarone (56')                                                      | | Partido Único              |
| 26  | 25 de agosto de 1912     | Uruguay      | Montevideo         | Parque Central                     | Copa Honor Uruguayo                                                | URU     | Uruguay            | 3–0            | Argentina            | Pablo Dacal (33'), Carlos Scarone (43'), Ángel Romano (77')                                  | | Partido Único              |
| 27  | 22 de septiembre de 1912 | Argentina    | Buenos Aires       | GEBA                               | Copa Honor Argentino                                               | ARG     | Uruguay            | 1–0            | Argentina            | Arturo Reparaz (e/c) (79')                                                                   | | Partido Único              |
| 28  | 6 de octubre de 1912     | Argentina    | Avellaneda         | Racing Club                        | Copa Newton                                                        | ARG     | Uruguay            | 3–3            | Argentina            | Ángel Romano (17'), Pablo Dacal (38'), Carlos Scarone (78')                                  | Arnold Watson Hutton (44'), José Viale (61', 69')                                                                                                | Partido Único              |
| 29  | 1 de diciembre de 1912   | Uruguay      | Montevideo         | Parque Central                     | Copa Montevideo                                                    | URU     | Uruguay            | 1–3 (t.s.)     | Argentina            | Carlos Scarone (28')                                                                         | Manuel González (25'), Marcovecchio (92'), José Viale (112')                                                                                     | Partido Único              |
| 30  | 27 de abril de 1913      | Uruguay      | Montevideo         | Gran Parque Central                | Amistoso                                                           | URU     | Uruguay            | 4–0            | Argentina            | Carlos Bastos (1', 73'), Felipe Insargaray (7'), Abdon Porte (15')                           | | Partido Único              |
| 31  | 27 de abril de 1913      | Argentina    | Buenos Aires       | GEBA                               | Amistoso                                                           | ARG     | Uruguay            | 0–0            | Argentina            |                                                                                              | | Partido Único              |
| 32  | 15 de junio de 1913      | Argentina    | Avellaneda         | Racing Club                        | Copa "Presidente Sáenz Peña" Amistoso                              | ARG     | Uruguay            | 1–1            | Argentina            | Lúcio Gorla (31)                                                                             | M. González (82) | Partido 1                  |
| 33  | 9 de julio de 1913       | Argentina    | Avellaneda         | Racing Club                        | Copa "Presidente Sáenz Peña" Amistoso                              | ARG     | Uruguay            | 1–2            | Argentina            | C. Bastos (13)                                                                               | M. González (23, 80) | Partido 2                  |
| 34  | 13 de julio de 1913      | Uruguay      | Montevideo         | Parque Central                     | Amistoso                                                           | URU     | Uruguay            | 5–4            | Argentina            | Pedro Zibechi (5), Víctor Legorburo (15), José Pérez (53), Lúcio Gorla (85, 90)              | C. Guidi (9, 28, 30), H. Hayes (59) | Partido Único              |
| 35  | 13 de julio de 1913      | Argentina    | Buenos Aires       | GEBA                               | Amistoso                                                           | ARG     | Uruguay            | 3–3            | Argentina            | Antonio M. Castro (44', 77') Carlos Bastos (70')                                             | Gismondi (35', 37'), Antonio Piaggio (50') | Partido Único              |
| 36  | 15 de agosto de 1913     | Argentina    | Avellaneda         | Racing Club                        | Copa Lipton                                                        | ARG     | Uruguay            | 0–4            | Argentina            |                                                                                              | Maximiliano Susán (32, 45, 76, 87) | Partido Único              |
| 37  | 31 de agosto de 1913     | Argentina    | Buenos Aires       | GEBA                               | Copa Honor Argentino                                               | ARG     | Uruguay            | 0–2            | Argentina            |                                                                                              | J. Hayes (76), P. Polimeni (81) | Partido Único              |
| 38  | 28 de septiembre de 1913 | Argentina    | Buenos Aires       | GEBA                               | Amistoso                                                           | ARG     | Uruguay            | 0–4            | Argentina            |                                                                                              | Pedro Polimeni (17', 88'), Guillermo Dannaher (55', 61')                                                                                         | Partido Único              |
| 39  | 5 de octubre de 1913     | Uruguay      | Montevideo         | Parque Central                     | Copa Honor Uruguayo                                                | URU     | Uruguay            | 1–0            | Argentina            | R. Vallarino (80)                                                                            | | Partido Único              |
| 40  | 26 de octubre de 1913    | Uruguay      | Montevideo         | Parque Central                     | Copa Newton                                                        | URU     | Uruguay            | 1–0            | Argentina            | Lúcio Gorla (62)                                                                             | | Partido Único              |
| 41  | 28 de febrero de 1914    | Argentina    | Buenos Aires       |                                    | Amistoso                                                           | ARG     | Uruguay            | 1–1            | Argentina            |                                                                                              | | Partido Único              |
| 42  | 30 de agosto de 1914     | Uruguay      | Montevideo         | Parque Central                     | Copa Honor Uruguayo                                                | URU     | Uruguay            | 3–2            | Argentina            | R. Vallarino (29), P. Dacal (49), Antonio Bruno e/c (53)                                     | P. Calomino (12), G. Dannaher (81) | Partido Único              |
| 43  | 13 de septiembre de 1914 | Argentina    | Buenos Aires       | GEBA                               | Copa Honor Argentino                                               | ARG     | Uruguay            | 1–2            | Argentina            | R. Vallarino (51)                                                                            | P. Gallardo (40), D. Lezcano (71) | Partido Único              |
| 44  | 15 de noviembre de 1914  | Uruguay      | Montevideo         | Parque Central                     | Amistoso                                                           | URU     | Uruguay            | 3–2            | Argentina            | J. Piendibene (13), Oscar Varela (15), C. Scarone (60)                                       | Carlos Izaguirre (18), Agustín Cazenave (44) | Partido Único              |
| 45  | 22 de noviembre de 1914  | Argentina    | Buenos Aires       | GEBA                               | Amistoso                                                           | ARG     | Uruguay            | 0–3            | Argentina            |                                                                                              | Agustín Cazenave (5, 35), Nicolás Capelletti (45)                                                                                                | Partido Único              |
| 46  | 28 de marzo de 1915      | Argentina    | Buenos Aires       |                                    | Amistoso                                                           | ARG     | Uruguay            | 0–0            | Argentina            |                                                                                              | | Partido Único              |
| 47  | 18 de julio de 1915      | Uruguay      | Montevideo         | Parque Central                     | Copa Honor Uruguayo                                                | URU     | Uruguay            | 2–3            | Argentina            | P. Dacal (59), M. Lázaro (79)                                                                | A. Marcovecchio (17, 75), E. Hayes (89) | Partido Único              |
| 48  | 15 de agosto de 1915     | Argentina    | Buenos Aires       | GEBA                               | Copa Lipton                                                        | ARG     | Uruguay            | 1–2            | Argentina            | J. Piendibene (25)                                                                           | A. Marcovecchio (62), E. Hayes (75) | Partido Único              |
| 49  | 12 de septiembre de 1915 | Uruguay      | Montevideo         | Parque Central                     | Copa Newton                                                        | URU     | Uruguay            | 2–0            | Argentina            | J. Piendibene (2, 62)                                                                        | | Partido Único              |
| 50  | 17 de julio de 1916      | Argentina    | Avellaneda         | Racing Club                        | Campeonato Sudamericano 1916                                       | ARG     | Uruguay            | 0–0            | Argentina            |                                                                                              | | Liguilla (Partido 3)       |
| 51  | 15 de agosto de 1916     | Uruguay      | Montevideo         | Parque Central                     | Copa Lipton                                                        | URU     | Uruguay            | 1–2            | Argentina            | Isabelino Gradín (28)                                                                        | E. Hayes (35), J. Laiolo (80) | Partido Único              |
| 52  | 15 de agosto de 1916     | Argentina    | Avellaneda         | Racing Club                        | Copa Newton                                                        | ARG     | Uruguay            | 1–3            | Argentina            | A. Farinnasso (23)                                                                           | A. Ohaco (48, 71), E. Hiller (87) | Partido Único              |
| 53  | 1 de octubre de 1916     | Uruguay      | Montevideo         | Belvedere                          | Copa Honor Uruguayo                                                | URU     | Uruguay            | 0–1            | Argentina            |                                                                                              | A. Badalini (3) | Partido Único              |
| 54  | 1 de octubre de 1916     | Argentina    | Avellaneda         | Racing Club                        | Amistoso                                                           | ARG     | Uruguay            | 2–7            | Argentina            | Felipe Buffoni (51), C. Mongelar (75)                                                        | H. Simmons (7), M. Hiller (19, 48, 68), J. Cabano (60), E. Hayes (62, 72)                                                                        | Partido Único              |
| 55  | 29 de octubre de 1916    | Uruguay      | Montevideo         | Parque Central                     | Amistoso                                                           | URU     | Uruguay            | 3–1            | Argentina            | I. Gradín (30, 65), C. Mongelar (55)                                                         | C. Guidi (33) | Partido Único              |
| 56  | 18 de julio de 1917      | Uruguay      | Montevideo         | Parque Central                     | Copa Honor Uruguayo                                                | URU     | Uruguay            | 0–2            | Argentina            |                                                                                              | A. Marcovecchio (30, 38) | Partido Único              |
| 57  | 15 de agosto de 1917     | Argentina    | Avellaneda         | Racing Club                        | Copa Lipton                                                        | ARG     | Uruguay            | 0–1            | Argentina            |                                                                                              | P. Calomino (2) | Partido Único              |
| 58  | 2 de septiembre de 1917  | Uruguay      | Montevideo         | Parque Central                     | Copa Newton                                                        | URU     | Uruguay            | 1–0            | Argentina            | Á. Romano (83)                                                                               | | Partido Único              |
| 59  | 14 de octubre de 1917    | Uruguay      | Montevideo         | Parque Pereira                     | Campeonato Sudamericano 1917                                       | URU     | Uruguay            | 1–0            | Argentina            | H. Scarone (62)                                                                              | | Liguilla (Partido 3)       |
| 60  | 18 de julio de 1918      | Uruguay      | Montevideo         | Parque Pereira                     | Copa Honor Uruguayo                                                | URU     | Uruguay            | 1–1            | Argentina            | I. Gradín (7)                                                                                | N. Rofrano (5) | Partido 1                  |
| 61  | 28 de julio de 1918      | Uruguay      | Montevideo         | Parque Pereira                     | Copa Honor Uruguayo                                                | URU     | Uruguay            | 3–1            | Argentina            | H. Scarone (7), Á. Romano (9, 64)                                                            | C. García (23) | Partido 2                  |
| 62  | 15 de agosto de 1918     | Argentina    | Buenos Aires       | GEBA                               | Copa Honor Argentino                                               | ARG     | Uruguay            | 0–0            | Argentina            |                                                                                              | | Partido 1                  |
| 63  | 25 de agosto de 1918     | Argentina    | Buenos Aires       | GEBA                               | Copa Honor Argentino                                               | ARG     | Uruguay            | 1–2            | Argentina            | P. Somma (18)                                                                                | A. Martín (10, 14) | Partido 2                  |
| 64  | 20 de septiembre de 1918 | Uruguay      | Montevideo         | Parque Pereira                     | Copa Lipton                                                        | URU     | Uruguay            | 1–1            | Argentina            | C. Scarone (61)                                                                              | J. Calandra (50) | Partido Único              |
| 65  | 29 de septiembre de 1918 | Argentina    | Buenos Aires       | GEBA                               | Copa Newton                                                        | ARG     | Uruguay            | 0–2            | Argentina            |                                                                                              | N. Vivaldo (22), A. Blanco (35) | Partido Único              |
| 66  | 13 de mayo de 1919       | Brasil       | Río de Janeiro     | das Laranjeiras                    | Campeonato Sudamericano 1919                                       | NEUTRAL | Uruguay            | 3–2            | Argentina            | C. Scarone (19), H. Scarone (23), I. Gradín (85)                                             | C. Izaguirre (34), Varela (79) | Liguilla (Partido 1)       |
| 67  | 18 de julio de 1919      | Uruguay      | Montevideo         | Parque Pereira                     | Copa Honor Uruguayo                                                | URU     | Uruguay            | 4–1            | Argentina            | H. Scarone (1, 22), O. Pérez (17), Á. Romano (24)                                            | E. Hayes (83) | Partido Único              |
| 68  | 24 de agosto de 1919     | Uruguay      | Montevideo         | Parque Pereira                     | Copa Newton                                                        | URU     | Uruguay            | 2–1            | Argentina            | H. Recanattini e/c (16), R. Castagnola e/c (27)                                              | F. Olazar (55) | Partido Único              |
| 69  | 7 de septiembre de 1919  | Argentina    | Buenos Aires       | GEBA                               | Copa Lipton                                                        | ARG     | Uruguay            | 2–1            | Argentina            | H. Scarone (30, 42)                                                                          | A. Badalini (56) | Partido Único              |
| 70  | 19 de octubre de 1919    | Argentina    | Buenos Aires       | GEBA                               | Copa Honor Argentino                                               | ARG     | Uruguay            | 1–6            | Argentina            | Arturo Fraga (72)                                                                            | J. Libonatti (11, 80, 83), Ernesto Celli (63), Nicolás Vivaldo (68), Jaime Chavín (73)                                                           | Partido Único              |
| 71  | 7 de diciembre de 1919   | Uruguay      | Montevideo         | Parque Pereira                     | Amistoso                                                           | URU     | Uruguay            | 4–2            | Argentina            | J. Piendibene (18, 47, 79), H. Scarone (58)                                                  | J. Libonatti (51), Atilio Badalini (67) | Partido Único              |
| 72  | 18 de julio de 1920      | Uruguay      | Montevideo         | Parque Central                     | Copa Honor Uruguayo                                                | URU     | Uruguay            | 2–0            | Argentina            | H. Scarone (18), Á. Romano (56)                                                              | | Partido Único              |
| 73  | 25 de julio de 1920      | Argentina    | Buenos Aires       | Sportivo Barracas                  | Copa Newton                                                        | ARG     | Uruguay            | 3–1            | Argentina            | Á. Romano (6), P. Somma (33), J. Piendibene (85)                                             | E. Clarcke (43) | Partido Único              |
| 74  | 8 de agosto de 1920      | Argentina    | Buenos Aires       | Sportivo Barracas                  | Copa Honor Argentino                                               | ARG     | Uruguay            | 0–1            | Argentina            |                                                                                              | P. Calomino p. (86) | Partido Único              |
| 75  | 12 de septiembre de 1920 | Chile        | Viña del Mar       | Valparaíso Sporting                | Campeonato Sudamericano 1920                                       | NEUTRAL | Uruguay            | 1–1            | Argentina            | J. Piendibene (10)                                                                           | Echeverría (75) | Liguilla (Partido 1)       |
| 76  | 30 de octubre de 1921    | Argentina    | Buenos Aires       | Sportivo Barracas                  | Campeonato Sudamericano 1921                                       | ARG     | Uruguay            | 0–1            | Argentina            |                                                                                              | J. Libonatti (57) | Liguilla (Partido 3)       |
| 77  | 21 de enero de 1922      | Argentina    | Buenos Aires       | GEBA                               | Amistoso                                                           | ARG     | Uruguay            | 1–3            | Argentina            |                                                                                              | | Partido Único              |
| 78  | 22 de enero de 1922      | Argentina    | Buenos Aires       | GEBA                               | Amistoso                                                           | ARG     | Uruguay            | 3–1            | Argentina            | J. Piendibene (2), J. P. Arremón (1)                                                         | Manuel Seoane (1) | Partido Único              |
| 79  | 8 de octubre de 1922     | Brasil       | Río de Janeiro     | das Laranjeiras                    | Campeonato Sudamericano 1922                                       | NEUTRAL | Uruguay            | 1–0            | Argentina            | Felipe Buffoni (43)                                                                          | | Liguilla (Partido 4)       |
| 80  | 12 de noviembre de 1922  | Uruguay      | Montevideo         | Parque Central                     | Copa Lipton                                                        | URU     | Uruguay            | 1–0            | Argentina            | Á. Romano (26)                                                                               | | Partido Único              |
| 81  | 19 de noviembre de 1922  | Uruguay      | Montevideo         |                                    | Amistoso                                                           | URU     | Uruguay            | 2–1            | Argentina            |                                                                                              | | Partido Único              |
| 82  | 19 de noviembre de 1922  | Argentina    | La Plata           |                                    | Amistoso                                                           | ARG     | Uruguay            | 4–4            | Argentina            | Vital Ruffati (3), René Borjas (1)                                                           | Gabino Sosa (4) | Partido Único              |
| 83  | 10 de diciembre de 1922  | Uruguay      | Montevideo         | Parque Central                     | Copa Honor Uruguayo                                                | URU     | Uruguay            | 1–0            | Argentina            | C. Scarone (5)                                                                               | | Partido Único              |
| 84  | 17 de diciembre de 1922  | Argentina    | Buenos Aires       | Sportivo Barracas                  | Copa Newton                                                        | ARG     | Uruguay            | 2–2            | Argentina            | C. Scarone (13), Z. Saldombide (56)                                                          | A. Badalini (6, 18) | Partido Único              |
| 85  | 24 de junio de 1923      | Argentina    | Buenos Aires       | Sportivo Barracas                  | Copa Lipton                                                        | ARG     | Uruguay            | 0–0            | Argentina            |                                                                                              | | Partido Único              |
| 86  | 2 de julio de 1923       | Argentina    | Buenos Aires       |                                    | Amistoso                                                           | ARG     | Uruguay            | 0–1            | Argentina            |                                                                                              | | Partido Único              |
| 87  | 15 de julio de 1923      | Argentina    | Buenos Aires       | Sportivo Barracas                  | Gran Premio de Honor Ministerio de Relaciones Exteriores" Amistoso | ARG     | Uruguay            | 2–2            | Argentina            | Héctor Olivieri (70), Á. Romano (80)                                                         | C. Izaguirre (21), C. Onzari (60) | Partido 1                  |
| 88  | 18 de julio de 1923      | Uruguay      | Montevideo         | Gran Parque Central                | Amistoso                                                           | URU     | Uruguay            | 2–2            | Argentina            | Ángel Romano (5') Zoilo Saldombide (10')                                                     | Domingo Tarasconi (47') Juan Carlos Irurieta (57')                                                                                               | Partido Único              |
| 89  | 22 de julio de 1923      | Uruguay      | Montevideo         | Parque Central                     | Copa Honor Uruguayo                                                | URU     | Uruguay            | 2–2            | Argentina            | Ángel Romano (5), Zoilo Saldombide (10)                                                      | Domingo Tarasconi (47), Juan Carlos Irurieta (57)                                                                                                | Partido 1                  |
| 90  | 25 de agosto de 1923     | Uruguay      | Montevideo         | Pocitos                            | Amistoso                                                           | URU     | Uruguay            | 1–1            | Argentina            | Norberto Casanello (80')                                                                     | Manuel Seoane (40') | Partido Único              |
| 91  | 30 de septiembre de 1923 | Uruguay      | Montevideo         | Parque Central                     | Copa Honor Uruguayo                                                | URU     | Uruguay            | 0–2            | Argentina            |                                                                                              | Blas Saruppo (25), Adolfo López (37) | Partido 2                  |
| 92  | 2 de diciembre de 1923   | Uruguay      | Montevideo         | Parque Central                     | Campeonato Sudamericano 1923                                       | URU     | Uruguay            | 2–0            | Argentina            | P. Petrone (28), P. Somma (88)                                                               | | Liguilla (Partido 3)       |
| 93  | 8 de diciembre de 1923   | Argentina    | Avellaneda         | Racing Club                        | Gran Premio de Honor Ministerio de Relaciones Exteriores" Amistoso | ARG     | Uruguay            | 3–2            | Argentina            | Héctor Castro (20, 49, 63)                                                                   | Juan Annunziata (5), Lindolfo Acosta (27) | Partido 2                  |
| 94  | 25 de mayo de 1924       | Uruguay      | Montevideo         | Parque Central                     | Copa Newton                                                        | URU     | Uruguay            | 2–0            | Argentina            | Roberto Figueroa (22), Arturo Suffiotti (76)                                                 | | Partido 1                  |
| 95  | 25 de mayo de 1924       | Argentina    | Buenos Aires       | Sportivo Barracas                  | Copa Newton                                                        | ARG     | Uruguay            | 0–4            | Argentina            |                                                                                              | Osvaldo Goicoechea (21, 29, 66), Vicente Aguirre (37)                                                                                            | Partido 2                  |
| 96  | 10 de agosto de 1924     | Argentina    | Buenos Aires       | Sportivo Barracas                  | Gran Premio de Honor Ministerio de Relaciones Exteriores" Amistoso | ARG     | Uruguay            | 0–0            | Argentina            |                                                                                              | | Partido Único              |
| 97  | 31 de agosto de 1924     | Uruguay      | Montevideo         | Pocitos                            | Copa Honor Uruguayo                                                | URU     | Uruguay            | 2–3            | Argentina            | Pascual Ruotta (75, 89)                                                                      | Fausto Lucarelli (49, 65), Luis Monti (67) | Partido Único              |
| 98  | 21 de septiembre de 1924 | Uruguay      | Montevideo         | Parque Central                     | Amistoso                                                           | URU     | Uruguay            | 1–1            | Argentina            | Santos Urdinarán (18)                                                                        | Domingo Tarasconi (82) | Partido Único              |
| 99  | 2 de octubre de 1924     | Argentina    | Buenos Aires       | Sportivo Barracas                  | Amistoso                                                           | ARG     | Uruguay            | 1–2            | Argentina            | José Pedro Cea (22)                                                                          | Cesáreo Onzari (12), Domingo Tarasconi (53) | Partido Único              |
| 100 | 2 de noviembre de 1924   | Uruguay      | Montevideo         | Parque Central                     | Campeonato Sudamericano 1924                                       | URU     | Uruguay            | 0–0            | Argentina            |                                                                                              | | Liguilla (Partido 3)       |
| 101 | 16 de noviembre de 1924  | Uruguay      | Montevideo         | Pocitos                            | Amistoso                                                           | URU     | Uruguay            | 1–0            | Argentina            | Sin datos                                                                                    | | Partido Único              |
| 102 | 1 de mayo de 1925        | Argentina    | Buenos Aires       | Parque Federico Omar Saroldi       | Amistoso                                                           | ARG     | Uruguay            | 0–1            | Argentina            |                                                                                              | Fausto Lucarelli (7) | Partido Único              |
| 103 | 24 de octubre de 1926    | Chile        | Santiago de Chile  | Campos de Sports de Ñuñoa          | Campeonato Sudamericano 1926                                       | NEUTRAL | Uruguay            | 2–0            | Argentina            | René Borjas (22), Héctor Castro (73)                                                         | | Liguilla (Partido 3)       |
| 104 | 14 de julio de 1927      | Uruguay      | Montevideo         | Parque Central                     | Copa Newton                                                        | URU     | Uruguay            | 0–1            | Argentina            |                                                                                              | A. Carricaberry (76) | Partido Único              |
| 105 | 30 de agosto de 1927     | Argentina    | Buenos Aires       | Estadio de Brandsen y Del Crucero  | Copa Lipton                                                        | ARG     | Uruguay            | 1–0            | Argentina            | Héctor Scarone (75)                                                                          | | Partido Único              |
| 106 | 20 de noviembre de 1927  | Perú         | Lima               | Nacional                           | Campeonato Sudamericano 1927                                       | NEUTRAL | Uruguay            | 2–3            | Argentina            | Héctor Scarone (33, 79)                                                                      | H. Recanatini p. (56), S. Luna (70), A. Canavessi e/c (85)                                                                                       | Liguilla (Partido 3)       |
| 107 | 10 de junio de 1928      | Países Bajos | Ámsterdam          | Estadio Olímpico                   | Juegos Olímpicos 1928                                              | NEUTRAL | Uruguay            | 1–1 (t.s.)     | Argentina            | P. Petrone (23)                                                                              | M. Ferreira (50) | Final                      |
| 108 | 13 de junio de 1928      | Países Bajos | Ámsterdam          | Estadio Olímpico                   | Juegos Olímpicos 1928                                              | NEUTRAL | Uruguay            | 2–1 (d)        | Argentina            | Roberto Figueroa (17), Héctor Scarone (73)                                                   | Luis Monti (28) | Final                      |
| 109 | 30 de agosto de 1928     | Argentina    | Avellaneda         | La Doble Visera                    | Copa Newton                                                        | ARG     | Uruguay            | 0–1            | Argentina            |                                                                                              | M. Seoane (18) | Partido Único              |
| 110 | 21 de septiembre de 1928 | Uruguay      | Montevideo         | Parque Central                     | Copa Lipton                                                        | URU     | Uruguay            | 2–2            | Argentina            | J. Píriz (72), P. Petrone p. (90)                                                            | José Maglio (7), J. Alonso (79) | Partido Único              |
| 111 | 16 de junio de 1929      | Argentina    | Buenos Aires       | El Gasómetro                       | Copa Cámara de Diputados Argentina" Amistoso                       | ARG     | Uruguay            | 0–2            | Argentina            |                                                                                              | Carlos Peucelle (58), Alejandro Scopelli (76) | Partido Único              |
| 112 | 16 de junio de 1929      | Uruguay      | Montevideo         | Parque Central                     | Copa Centro Automovilístico Uruguayo" Amistoso                     | URU     | Uruguay            | 1–1            | Argentina            | Oscar Carbone (42)                                                                           | José Maglio (89) | Partido Único              |
| 113 | 20 de septiembre de 1929 | Uruguay      | Montevideo         | Parque Central                     | Copa Newton                                                        | URU     | Uruguay            | 2–1            | Argentina            | Héctor Castro (5), Lorenzo Fernández p. (63)                                                 | José Maglio (89) | Partido Único              |
| 114 | 28 de septiembre de 1929 | Argentina    | Buenos Aires       | El Gasómetro                       | Copa Lipton                                                        | ARG     | Uruguay            | 0–0            | Argentina            |                                                                                              | | Partido Único              |
| 115 | 17 de noviembre de 1929  | Argentina    | Buenos Aires       | El Gasómetro                       | Campeonato Sudamericano 1929                                       | ARG     | Uruguay            | 0–2            | Argentina            |                                                                                              | Manuel Ferreira (14), Mario Evaristo (77) | Liguilla (Partido 3)       |
| 116 | 25 de mayo de 1930       | Argentina    | Buenos Aires       | El Gasómetro                       | Copa Newton                                                        | ARG     | Uruguay            | 1–1            | Argentina            | Pedro Petrone                                                                                | Francisco Varallo | Partido Único              |
| 117 | 30 de julio de 1930      | Uruguay      | Montevideo         | Centenario                         | Copa Mundial de Fútbol de 1930                                     | URU     | Uruguay            | 4–2            | Argentina            | Pablo Dorado (12), José Pedro Cea (57), V. Santos Iriarte (68), Héctor Castro (89)           | Carlos Peucelle (20), Guillermo Stábile (37) | Final                      |
| 118 | 15 de mayo de 1932       | Argentina    | Buenos Aires       | Sportivo Barracas                  | Amistoso                                                           | ARG     | Uruguay            | 0–2            | Argentina            |                                                                                              | Horacio Martínez (22), Roberto Cherro (40) | Partido Único              |
| 119 | 18 de mayo de 1932       | Uruguay      | Montevideo         | Centenario                         | Amistoso                                                           | URU     | Uruguay            | 1–0            | Argentina            | Pablo Dorado                                                                                 | | Partido Único              |
| 120 | 21 de enero de 1933      | Uruguay      | Montevideo         | Centenario                         | Amistoso                                                           | URU     | Uruguay            | 2–1            | Argentina            | Conrado Haeberli (7), Enrique Fernández (76)                                                 | Enrico Guaita (48) | Partido Único              |
| 121 | 5 de febrero de 1933     | Argentina    | Avellaneda         | La Doble Visera                    | Amistoso                                                           | ARG     | Uruguay            | 1–4            | Argentina            | Luis Matta (23)                                                                              | Roberto Cherro (7, 48, 79 p., 87) | Partido Único              |
| 122 | 14 de diciembre de 1933  | Uruguay      | Montevideo         | Centenario                         | Amistoso                                                           | URU     | Uruguay            | 0–1            | Argentina            |                                                                                              | Francisco Varallo (66) | Partido Único              |
| 123 | 18 de julio de 1934      | Uruguay      | Montevideo         | Centenario                         | Amistoso                                                           | URU     | Uruguay            | 2–2            | Argentina            | Sin datos                                                                                    | Sin datos | Partido Único              |
| 124 | 15 de agosto de 1934     | Argentina    | Avellaneda         | La Doble Visera                    | Amistoso                                                           | ARG     | Uruguay            | 0–1            | Argentina            |                                                                                              | Carlos Peucelle (68) | Partido Único              |
| 125 | 5 de enero de 1935       | Uruguay      | Montevideo         |                                    | Amistoso                                                           | URU     | Uruguay            | 2–1            | Argentina            |                                                                                              | | Partido Único              |
| 126 | 20 de enero de 1935      | Argentina    | Buenos Aires       |                                    | Amistoso                                                           | ARG     | Uruguay            | 2–2            | Argentina            |                                                                                              | | Partido Único              |
| 127 | 27 de enero de 1935      | Perú         | Lima               | Nacional                           | Campeonato Sudamericano 1935                                       | NEUTRAL | Uruguay            | 3–0            | Argentina            | H.Castro (18), Taboada (28), Ciocca (36)                                                     | | Liguilla (Partido 3)       |
| 128 | 18 de julio de 1935      | Uruguay      | Montevideo         |                                    | Copa Héctor Goméz" Amistoso                                        | URU     | Uruguay            | 1–1            | Argentina            | Juan Píriz (67)                                                                              | Carlos Peucelle (60) | Partido Único              |
| 129 | 15 de agosto de 1935     | Argentina    | Avellaneda         | La Doble Visera                    | Copa Mignaburu" Amistoso                                           | ARG     | Uruguay            | 0–3            | Argentina            |                                                                                              | Alberto Zozaya (9, 58), Diego García (14) | Partido Único              |
| 130 | 9 de agosto de 1936      | Argentina    | Avellaneda         | La Doble Visera                    | Copa Mignaburu" Amistoso                                           | ARG     | Uruguay            | 0–1            | Argentina            |                                                                                              | Alberto Zozaya | Partido Único              |
| 131 | 20 de septiembre de 1936 | Uruguay      | Montevideo         | Centenario                         | Copa Héctor Goméz" Amistoso                                        | URU     | Uruguay            | 2–1            | Argentina            | Pedro Lago (70), Segundo Villadóniga (74)                                                    | Diego García (15) | Partido Único              |
| 132 | 23 de enero de 1937      | Argentina    | Buenos Aires       | El Gasómetro                       | Campeonato Sudamericano 1937                                       | ARG     | Uruguay            | 3–2            | Argentina            | Eduardo Ithurbide (5), Juan Píriz (51), S. Varela (58)                                       | Francisco Varallo (63), Alberto Zozaya (68) | Liguilla (Partido 4)       |
| 133 | 10 de octubre de 1937    | Uruguay      | Montevideo         | Centenario                         | Copa Newton                                                        | URU     | Uruguay            | 0–3            | Argentina            |                                                                                              | J.Marvezi (52), J.M.Moreno (76), M.Fidel (84) | Partido Único              |
| 134 | 11 de noviembre de 1937  | Argentina    | Avellaneda         | La Doble Visera                    | Copa Lipton                                                        | ARG     | Uruguay            | 1–5            | Argentina            | A. Muñíz (42)                                                                                | H. Masantonio (1, 36 p., 84), M. Fidel (68), Enrique García (89)                                                                                 | Partido Único              |
| 135 | 9 de agosto de 1938      | Argentina    | Buenos Aires       | Estadio Alvear y Tagle             | Copa Mignaburu" Amistoso                                           | ARG     | Uruguay            | 0–1            | Argentina            |                                                                                              | J. M. Moreno (10) | Partido Único              |
| 136 | 12 de octubre de 1938    | Uruguay      | Montevideo         | Centenario                         | Copa Héctor Goméz" Amistoso                                        | URU     | Uruguay            | 3–2            | Argentina            | Severino Varela (22), Aníbal Ciocca (30)                                                     | Enrique García (26), Agustín Cosso (50), Rubén Cavadini (65)                                                                                     | Partido Único              |
| 137 | 18 de julio de 1940      | Uruguay      | Montevideo         | Centenario                         | Copa Héctor Goméz" Amistoso                                        | URU     | Uruguay            | 3–0            | Argentina            | Roberto Porta (17), Ismael Rivero (52, 86)                                                   | | Partido Único              |
| 138 | 15 de agosto de 1940     | Argentina    | Buenos Aires       | Estadio Alvear y Tagle             | Copa Mignaburu" Amistoso                                           | ARG     | Uruguay            | 0–5            | Argentina            |                                                                                              | J. Sarlanga (41), G. Esperón (64), J. M. Moreno (77), J.M arvezzi (86, 90)                                                                       | Partido Único              |
| 139 | 23 de febrero de 1941    | Chile        | Santiago de Chile  | Nacional                           | Campeonato Sudamericano 1941                                       | NEUTRAL | Uruguay            | 0–1            | Argentina            |                                                                                              | A. Sastre (53) | Liguilla (Partido 4)       |
| 140 | 7 de febrero de 1942     | Uruguay      | Montevideo         | Centenario                         | Campeonato Sudamericano 1942                                       | URU     | Uruguay            | 1–0            | Argentina            | B. Zapirain (57)                                                                             | | Liguilla (Partido 6)       |
| 141 | 25 de mayo de 1942       | Argentina    | Buenos Aires       | Estadio Alvear y Tagle             | Copa Newton                                                        | ARG     | Uruguay            | 1–4            | Argentina            | B. Zapirain (87)                                                                             | J. Alberti (13), R. Martino (34), R. Pontoni (40, 61)                                                                                            | Partido Único              |
| 142 | 25 de agosto de 1942     | Uruguay      | Montevideo         | Centenario                         | Copa Lipton                                                        | URU     | Uruguay            | 1–1            | Argentina            | J. A. Vázquez (20)                                                                           | J. C. Muñoz (50) | Partido Único              |
| 143 | 6 de enero de 1943       | Argentina    | Buenos Aires       | El Gasómetro                       | Amistoso                                                           | ARG     | Uruguay            | 0–1            | Argentina            |                                                                                              | | Partido Único              |
| 144 | 9 de enero de 1943       | Uruguay      | Montevideo         | Centenario                         | Amistoso                                                           | URU     | Uruguay            | 6–2            | Argentina            |                                                                                              | | Partido Único              |
| 145 | 28 de marzo de 1943      | Argentina    | Buenos Aires       | Estadio Alvear y Tagle             | Copa Mignaburu" Amistoso                                           | ARG     | Uruguay            | 3–3            | Argentina            | R. Pontoni (2, 41), R. Martino p. (89)                                                       | J. M. Medina (23, 49), H.Castro (48) | Partido Único              |
| 146 | 4 de abril de 1943       | Uruguay      | Montevideo         | Centenario                         | Copa Héctor Goméz" Amistoso                                        | URU     | Uruguay            | 0–1            | Argentina            |                                                                                              | José Canteli (79) | Partido Único              |
| *   | 29 de enero de 1944      | Argentina    | Buenos Aires       | El Gasómetro                       | Amistoso                                                           | ARG     | Uruguay            | 2–6            | Argentina            | Óscar Chirimini (51'), Roberto Porta (87')                                                   | Rinaldo Martino (25'), Juan Carlos Salvini (50'), René Pontoni (21', 63', 73'), Félix Loustau (81')                                              | Partido Único              |
| 147 | 25 de febrero de 1945    | Chile        | Santiago de Chile  | Nacional                           | Campeonato Sudamericano 1945                                       | NEUTRAL | Uruguay            | 0–1            | Argentina            |                                                                                              | R. Martino (50) | Liguilla (Partido 6)       |
| 148 | 18 de julio de 1945      | Uruguay      | Montevideo         | Centenario                         | Copa Lipton                                                        | URU     | Uruguay            | 2–2            | Argentina            | Obdulio Varela (38, 54)                                                                      | Rinaldo Martino (6), P. Young e/c (16) | Partido Único              |
| 149 | 15 de agosto de 1945     | Argentina    | Buenos Aires       | El Gasómetro                       | Copa Newton                                                        | ARG     | Uruguay            | 2–6            | Argentina            | Juan Manuel Ortiz (34), N. Falero (53)                                                       | F. Loustau (7), J. J. Ferraro (12), N. Méndez (36), R. Martino (43, 57), A. Pedernera (85)                                                       | Partido Único              |
| 150 | 2 de febrero de 1946     | Argentina    | Buenos Aires       | El Gasómetro                       | Campeonato Sudamericano 1946                                       | ARG     | Uruguay            | 1–3            | Argentina            | Juan Pedro Riephoff (59)                                                                     | A. Pedernera (32), Á. Labruna (46), N. Méndez (72)                                                                                               | Liguilla (Partido 4)       |
| 151 | 28 de diciembre de 1947  | Ecuador      | Guayaquil          | George Capwell                     | Campeonato Sudamericano 1947                                       | NEUTRAL | Uruguay            | 1–3            | Argentina            | J. C. Britos (74)                                                                            | N. Méndez (30, 46), F. Loustau (65) | Liguilla (Partido 7)       |
| 152 | 18 de mayo de 1948       | Uruguay      | Montevideo         | Centenario                         | Amistoso                                                           | URU     | Uruguay            | 0–1            | Argentina            |                                                                                              | | Partido Único              |
| 153 | 25 de mayo de 1948       | Argentina    | Buenos Aires       | GEBA                               | Amistoso                                                           | ARG     | Uruguay            | 2–0            | Argentina            |                                                                                              | | Partido Único              |
| 154 | 27 de marzo de 1955      | Chile        | Santiago de Chile  | Nacional                           | Campeonato Sudamericano 1955                                       | NEUTRAL | Uruguay            | 1–6            | Argentina            | Ó. Míguez (32)                                                                               | R. Micheli (37, 61), Á. Labruna (39, 71, 87), J. Borello (76)                                                                                    | Liguilla (Partido 4)       |
| 155 | 15 de febrero de 1956    | Uruguay      | Montevideo         | Centenario                         | Campeonato Sudamericano 1956                                       | URU     | Uruguay            | 1–0            | Argentina            | J. Ambrois (23)                                                                              | | Liguilla (Partido 5)       |
| 156 | 1 de julio de 1956       | Uruguay      | Montevideo         | Centenario                         | Copa del Atlántico 1956                                            | URU     | Uruguay            | 1–2            | Argentina            | J. C. Abbadie (56)                                                                           | E. Grillo (52, 82) | Liguilla (Partido 2)       |
| 157 | 10 de octubre de 1956    | Uruguay      | Paysandú           | Parque Artigas                     | Amistoso                                                           | URU     | Uruguay            | 1–2            | Argentina            | J. Ambrois (7)                                                                               | Garabal (52, 82) | Partido Único              |
| 158 | 14 de noviembre de 1956  | Argentina    | Buenos Aires       | Alberto J. Armando                 | Amistoso                                                           | ARG     | Uruguay            | 2–2            | Argentina            | Ó. Míguez (2)                                                                                | A. Angelillo y O. Corbatta | Partido Único              |
| 159 | 20 de marzo de 1957      | Perú         | Lima               | Nacional                           | Campeonato Sudamericano 1957                                       | NEUTRAL | Uruguay            | 0–4            | Argentina            |                                                                                              | H. Maschio (7, 73), A. Angelillo (48), J. Sanfilippo (83)                                                                                        | Liguilla (Partido 3) Único |
| 160 | 23 de mayo de 1957       | Uruguay      | Montevideo         | Centenario                         | Copa Newton                                                        | URU     | Uruguay            | 0–0            | Argentina            |                                                                                              | | Partido Único              |
| 161 | 5 de junio de 1957       | Argentina    | Buenos Aires       | Tomás Adolfo Ducó                  | Copa Lipton                                                        | ARG     | Uruguay            | 1–1            | Argentina            |                                                                                              | | Partido Único              |
| 162 | 6 de abril de 1958       | Uruguay      | Montevideo         | Centenario                         | Amistoso                                                           | URU     | Uruguay            | 1–0            | Argentina            | Óscar Míguez (6)                                                                             | | Partido Único              |
| 163 | 30 de abril de 1958      | Argentina    | Buenos Aires       | El Palacio                         | Amistoso                                                           | ARG     | Uruguay            | 0–2            | Argentina            |                                                                                              | Eliseo Prado (68), Ricardo Infante (85) | Partido Único              |
| 164 | 30 de marzo de 1959      | Argentina    | Buenos Aires       | Antonio Vespucio Liberti           | Campeonato Sudamericano 1959 (Argentina)                           | ARG     | Uruguay            | 1–4            | Argentina            | Héctor Demarco (85)                                                                          | Raúl Belén (15, 60), H. Sosa (55, 80) | Liguilla (Partido 5)       |
| 165 | 16 de diciembre de 1959  | Ecuador      | Guayaquil          | Modelo Alberto Spencer             | Campeonato Sudamericano 1959 (Ecuador)                             | NEUTRAL | Uruguay            | 5–0            | Argentina            | Alcides Silveira (9 p., 55 p.), Mario Bergara (15, 64), J. Sasía (25)                        | | Liguilla (Partido 3)       |
| 166 | 17 de agosto de 1960     | Argentina    | Buenos Aires       | Antonio Vespucio Liberti           | Copa del Atlántico 1960                                            | ARG     | Uruguay            | 0–4            | Argentina            |                                                                                              | J. Sanfilippo (48, 59, 69), Walter Jiménez (53)                                                                                                  | Liguilla (Partido 3)       |
| 167 | 13 de marzo de 1962      | Uruguay      | Montevideo         | Centenario                         | Amistoso                                                           | URU     | Uruguay            | 1–1            | Argentina            | Emilio Álvarez (59)                                                                          | Raúl Belén (16) | Partido Único              |
| 168 | 15 de agosto de 1962     | Argentina    | Buenos Aires       | Antonio Vespucio Liberti           | Copa Lipton                                                        | ARG     | Uruguay            | 1–3            | Argentina            | J. Mattera p. (83)                                                                           | M. Pagani (30), D. Willington (54), A. M. González (69)                                                                                          | Partido Único              |
| 169 | 2 de febrero de 1967     | Uruguay      | Montevideo         | Centenario                         | Campeonato Sudamericano 1967                                       | URU     | Uruguay            | 1–0            | Argentina            | P. Rocha (74)                                                                                | | Liguilla (Partido 5)       |
| 170 | 5 de junio de 1968       | Argentina    | Buenos Aires       | Antonio Vespucio Liberti           | Copa Lipton                                                        | ARG     | Uruguay            | 0–2            | Argentina            |                                                                                              | R. Avallay (8), R. Fischer (71) | Partido Único              |
| 171 | 20 de junio de 1968      | Uruguay      | Montevideo         | Centenario                         | Copa Newton                                                        | URU     | Uruguay            | 2–1            | Argentina            | J. C. Morales (1), Oscar Zubía (64)                                                          | P. Forlán e/c (60) | Partido Único              |
| 172 | 8 de abril de 1970       | Argentina    | Buenos Aires       | Alberto J. Armando                 | Amistoso                                                           | ARG     | Uruguay            | 1–2            | Argentina            | Oscar Zubía (5)                                                                              | Marcos Conigliaro (30), Óscar Mas (69) | Partido Único              |
| 173 | 15 de abril de 1970      | Uruguay      | Montevideo         | Centenario                         | Amistoso                                                           | URU     | Uruguay            | 2–1            | Argentina            | P. Rocha (20), L. Ubiña (79)                                                                 | Luis Giribet (44) |                            |
| 174 | 14 de julio de 1971      | Argentina    | Buenos Aires       | Alberto J. Armando                 | Copa Lipton                                                        | ARG     | Uruguay            | 0–1            | Argentina            |                                                                                              | Norberto Madurga (62) | Partido Único              |
| 175 | 18 de julio de 1971      | Uruguay      | Montevideo         | Centenario                         | Copa Lipton                                                        | URU     | Uruguay            | 1–1            | Argentina            | Francisco Bertocchi (59)                                                                     | Carlos Bianchi (18) | Partido Único              |
| 176 | 6 de julio de 1972       | Brasil       | Porto Alegre       | Beira-Rio                          | Copa Independencia de Brasil                                       | NEUTRAL | Uruguay            | 0–1            | Argentina            |                                                                                              | Óscar Mas (37) | Segunda Fase               |
| 177 | 17 de mayo de 1973       | Argentina    | Buenos Aires       | José Amalfitani                    | Copa Lipton                                                        | ARG     | Uruguay            | 1–1            | Argentina            | Fernando Morena (39)                                                                         | Miguel Ángel Brindisi (87) | Partido Único              |
| 178 | 23 de mayo de 1973       | Uruguay      | Montevideo         | Centenario                         | Copa Newton                                                        | URU     | Uruguay            | 1–1            | Argentina            | Omar Rey (82)                                                                                | Carlos Babington (55 p.) | Partido Único              |
| 179 | 18 de julio de 1975      | Uruguay      | Montevideo         | Centenario                         | Copa Newton                                                        | URU     | Uruguay            | 2–3            | Argentina            | F. Morena (62, 85)                                                                           | N. Alonso (10), J. Valdano (79, 84) | Partido Único              |
| 180 | 8 de abril de 1976       | Argentina    | Buenos Aires       | José Amalfitani                    | Copa del Atlántico 1976/Copa Lipton                                | ARG     | Uruguay            | 1–4            | Argentina            | D. Pereyra (79)                                                                              | M. Kempes (21, 57), A. Luque (50), H. Scotta (89)                                                                                                | Liguilla (Partido 3)       |
| 181 | 9 de junio de 1976       | Uruguay      | Montevideo         | Centenario                         | Copa del Atlántico 1976/Copa Newton                                | URU     | Uruguay            | 0–3            | Argentina            |                                                                                              | A. Luque (2), M. Kempes (11), R. Houseman (28)                                                                                                   | Liguilla (Partido 6)       |
| 182 | 25 de abril de 1978      | Uruguay      | Montevideo         | Centenario                         | Amistoso                                                           | URU     | Uruguay            | 2–0            | Argentina            | I. Maneiro (74), F. Morena (80)                                                              | | Partido Único              |
| 183 | 3 de mayo de 1978        | Argentina    | Buenos Aires       | Alberto J. Armando                 | Amistoso                                                           | ARG     | Uruguay            | 0–3            | Argentina            |                                                                                              | A. Luque (21), O. Ardiles (50), N. Alonso (90)                                                                                                   | Partido Único              |
| 184 | 18 de julio de 1984      | Uruguay      | Montevideo         | Centenario                         | Amistoso                                                           | URU     | Uruguay            | 1–0            | Argentina            | Jorge Barrios (65)                                                                           | | Partido Único              |
| 185 | 2 de agosto de 1984      | Argentina    | Buenos Aires       | Antonio Vespucio Liberti           | Amistoso                                                           | ARG     | Uruguay            | 0–0            | Argentina            |                                                                                              | | Partido Único              |
| 186 | 16 de junio de 1986      | México       | Puebla de Zaragoza | Cuauhtémoc                         | Copa Mundial de Fútbol de 1986                                     | NEUTRAL | Uruguay            | 0–1            | Argentina            |                                                                                              | P. Pasculli (42) | Octavos de final           |
| 187 | 9 de julio de 1987       | Argentina    | Buenos Aires       | Antonio Vespucio Liberti           | Copa América 1987                                                  | ARG     | Uruguay            | 1–0            | Argentina            | A. Alzamendi (43)                                                                            | | Semifinal                  |
| 188 | 8 de julio de 1989       | Brasil       | Goiânia            | Serra Dourada                      | Copa América 1989                                                  | NEUTRAL | Uruguay            | 0-1            | Argentina            |                                                                                              | C. Caniggia (69) | Primera Fase (Partido 3)   |
| 189 | 14 de julio de 1989      | Brasil       | Río de Janeiro     | Maracaná                           | Copa América 1989                                                  | NEUTRAL | Uruguay            | 2–0            | Argentina            | R. Sosa (38, 81)                                                                             | | Fase Final (Partido 2)     |
| 190 | 23 de septiembre de 1992 | Uruguay      | Montevideo         | Centenario                         | Copa Lipton                                                        | URU     | Uruguay            | 0–0            | Argentina            |                                                                                              | | Partido Único              |
| 191 | 12 de enero de 1997      | Uruguay      | Montevideo         | Centenario                         | Eliminatorias Mundial 1998                                         | URU     | Uruguay            | 0–0            | Argentina            |                                                                                              | | Liga (Fecha 6)             |
| 192 | 12 de octubre de 1997    | Argentina    | Buenos Aires       | Antonio Vespucio Liberti           | Eliminatorias Mundial 1998                                         | ARG     | Uruguay            | 0–0            | Argentina            |                                                                                              | | Liga (Fecha 17)            |
| 193 | 7 de julio de 1999       | Paraguay     | Luque              | Feliciano Cáceres                  | Copa América 1999                                                  | NEUTRAL | Uruguay            | 0–2            | Argentina            |                                                                                              | Kily González (1), M. Palermo (56) | Primera Fase (Partido 3)   |
| 194 | 8 de octubre de 2000     | Argentina    | Buenos Aires       | Antonio Vespucio Liberti           | Eliminatorias Mundial 2002                                         | ARG     | Uruguay            | 1–2            | Argentina            | R. Ayala e/c (49)                                                                            | M. Gallardo (27), G. Batistuta (41) | Liga (Fecha 9)             |
| 195 | 14 de noviembre de 2001  | Uruguay      | Montevideo         | Centenario                         | Eliminatorias Mundial 2002                                         | URU     | Uruguay            | 1–1            | Argentina            | D. Silva (19)                                                                                | C. López (44) | Liga (Fecha 18)            |
| 196 | 16 de julio de 2003      | Argentina    | La Plata           | Ciudad de La Plata                 | Amistoso                                                           | ARG     | Uruguay            | 2–2            | Argentina            | J. Chevantón (7), G. Milito e/c (36)                                                         | D. Milito (5, 9) | Partido Único              |
| 197 | 20 de agosto de 2003     | Italia       | Florencia          | Artemio Franchi                    | Amistoso                                                           | NEUTRAL | Uruguay            | 2–3            | Argentina            | D. Forlán (2), M. Ligüera (57)                                                               | J. S. Verón (41), W. Samuel (81), A. D'Alessandro (85)                                                                                           | Partido Único              |
| 198 | 13 de julio de 2004      | Perú         | Piura              | Miguel Grau                        | Copa América 2004                                                  | NEUTRAL | Uruguay            | 2–4            | Argentina            | F. Estoyanoff (8), V. Sánchez (39)                                                           | Kily González (20 p.), L. Figueroa (21, 90), R. Ayala (87)                                                                                       | Primera Fase (Partido 3)   |
| 199 | 9 de octubre de 2004     | Argentina    | Buenos Aires       | Antonio Vespucio Liberti           | Eliminatorias Mundial 2006                                         | ARG     | Uruguay            | 2–4            | Argentina            | C. Rodríguez (62), J. Chevantón (85 p.)                                                      | L. González (5), L. Figueroa (31, 54), J. Zanetti (44)                                                                                           | Liga (Fecha 9)             |
| 200 | 12 de octubre de 2005    | Uruguay      | Montevideo         | Centenario                         | Eliminatorias Mundial 2006                                         | URU     | Uruguay            | 1–0            | Argentina            | Á. Recoba (46)                                                                               | | Liga (Fecha 18)            |
| 201 | 11 de octubre de 2008    | Argentina    | Buenos Aires       | Antonio Vespucio Liberti           | Eliminatorias Mundial 2010                                         | ARG     | Uruguay            | 1–2            | Argentina            | D. Lugano (39)                                                                               | L. Messi (5), S. Agüero (12) | Liga (Fecha 9)             |
| 202 | 14 de octubre de 2009    | Uruguay      | Montevideo         | Centenario                         | Eliminatorias Mundial 2010                                         | URU     | Uruguay            | 0–1            | Argentina            |                                                                                              | M. Bolatti (84) | Liga (Fecha 18)            |
| 203 | 16 de julio de 2011      | Argentina    | Santa Fe           | Brigadier General Estanislao López | Copa América 2011                                                  | ARG     | Uruguay            | 1–1 (t.s.) (i) | Argentina            | D. Pérez (5)                                                                                 | G. Higuaín (17) | Cuartos de final           |
| 204 | 12 de octubre de 2012    | Argentina    | Mendoza            | Malvinas Argentinas                | Eliminatorias Mundial 2014                                         | ARG     | Uruguay            | 0–3            | Argentina            |                                                                                              | L. Messi (65, 80), S. Agüero (75) | Liga (Fecha 9)             |
| 205 | 15 de octubre de 2013    | Uruguay      | Montevideo         | Centenario                         | Eliminatorias Mundial 2014                                         | URU     | Uruguay            | 3–2            | Argentina            | C. Rodríguez (5), L. Suárez (34 p.), E. Cavani (50)                                          | Maxi Rodríguez (15, 41) | Liga (Fecha 18)            |
| 206 | 16 de junio de 2015      | Chile        | La Serena          | La Portada                         | Copa América 2015                                                  | NEUTRAL | Uruguay            | 0–1            | Argentina            |                                                                                              | S. Agüero (55) | Primera Fase (Partido 2)   |
| 207 | 1 de septiembre de 2016  | Argentina    | Mendoza            | Malvinas Argentinas                | Eliminatorias Mundial 2018                                         | ARG     | Uruguay            | 0–1            | Argentina            |                                                                                              | L. Messi (43) | Liga (Fecha 7              |
| 208 | 31 de agosto de 2017     | Uruguay      | Montevideo         | Centenario                         | Eliminatorias Mundial 2018                                         | URU     | Uruguay            | 0–0            | Argentina            |                                                                                              | | Liga (Fecha 15)            |
| 209 | 18 de noviembre de 2019  | Israel       | Tel Aviv           | Bloomfield                         | Amistoso                                                           | NEUTRAL | Uruguay            | 2–2            | Argentina            | E. Cavani (34), L. Suárez (68)                                                               | S. Agüero (64), L. Messi (92 p.) | Partido único              |
| 210 | 18 de junio de 2021      | Brasil       | Brasilia           | Mané Garrincha                     | Copa América 2021                                                  | NEUTRAL | Uruguay            | 0–1            | Argentina            |                                                                                              | G. Rodríguez (13) | Primera Fase (Partido 2)   |
| 211 | 10 de octubre de 2021    | Argentina    | Buenos Aires       | Monumental                         | Eliminatorias Mundial 2022                                         | ARG     | Uruguay            | 0–3            | Argentina            |                                                                                              | L. Messi (37), R. De Paul (44), L. Martínez (62)                                                                                                 | Liga (Fecha 5)             |
| 212 | 12 de noviembre de 2021  | Uruguay      | Montevideo         | Campeón del Siglo                  | Eliminatorias Mundial 2022                                         | URU     | Uruguay            | 0–1            | Argentina            |                                                                                              | Á. Di María (7) | Liga (Fecha 13)            |
| 213 | 16 de noviembre de 2023  | Argentina    | Buenos Aires       | La Bombonera                       | Eliminatorias Mundial 2026                                         | ARG     | Uruguay            | 2-0            | Argentina            | R. Araújo (41), D. Núñez (87)                                                                | | Liga (Fecha 5)             |
| 214 | 21 de marzo de 2025      | Uruguay      | Montevideo         | Estadio Centenario                 | Eliminatorias Mundial 2026                                         | URU     | Uruguay            | 0–1            | Argentina            |                                                                                              | T. Almada (68) | Liga (Fecha 13)            |

(t.s.) = Tiempo suplementario; (e.c.) = Gol en contra; (p.) = Gol de penal
1. ↑  El equipo uruguayo se presentó con totalidad de jugadores del Club Nacional de Football.
2. ↑  Se jugó tiempo extra, el primero de 15 minutos y el segundo de 6 debido a la falta de luz. En caso de empate el equipo visitante se llevaba el trofeo.
3. 1 2 3 4  En caso de empate el equipo visitante se llevaba el trofeo.
4. 1 2 3 4 5  Partido desempate.
5. 1 2 3 4 5 6 7 8 9  Equipo disidente de la Selección Argentina.
6. ↑  Partino no reconocido por la AFA y ni por por la AUF.[6][7][8]
7. 1 2 3  Partido no reconocido por la AFA y ni por por la AUF como oficial de Selecciones Absolutas, en sus respectivos historiales, debido a que fue disputado por las selecciones "B" de ambos países.[6][7][8]
8. 1 2 3 4 5 6 7  Partido jugado por las asociaciones disidentes de ambos países, no contabilizado por la AFA en su reconocimiento de cotejos de la Asociación Amateurs de Football y no ofiacializado por la AUF como ningún encuentro disputado Federación Uruguaya de Football.[6][7][8]
9. 1 2 3  Partido jugado por las asociaciones disidentes de ambos países, oficializado por la AFA en su reconocimiento de cotejos de la Asociación Amateurs de Football y no ofiacializado por la AUF como ningún encuentro disputado Federación Uruguaya de Football.[6][7][8]
10. ↑  Partido a beneficio por las víctimas del terremoto de Mendoza. A pesar de que Argentina ganó el partido, el trofeo fue dado al equipo uruguayo en agradecimiento por jugar por las víctimas del terremoto.
11. ↑  Partido a beneficio por las víctimas del terremoto de Mendoza. Antes del partido el trofeo fue dado a la Selección Argentina en honor de su visita a Uruguay. El cotejo no es considerado oficial para la AFA, debido a que lo considera disputado por Argentina "B", en una jornada de partidos simultáneos (si reconoce como de selecciones absolutas el jugado en Buenos Aires). La AUF, reconoce a ambos amistosos como oficiales.[6][7][8]
12. ↑  Partido oficializado por FIFA jugado por la selección de la disidente Liga Argentina de Football, que pese haber estado los mejores jugadores de ambos países, la AFA y la AUF, se pusieron de acuerdo en no oficializar, debido a la inclusión del paraguayo, Delfín Benítez Cáceres, en el conjunto albiceleste.[6][7][8]
13. 1 2 3 4  Partido recientemente oficializado por FIFA, la AFA y la AUF no reconocen a este partido oficial debido a que fue organizado por los Círculos de Cronistas Deportivos de Uruguay y Argentina.[6][7][8]
14. ↑  La AUF reconoce como oficial un partido de 1944 a beneficio de las víctimas del terremoto de San Juan, que ni la FIFA ni la AFA, reconocen su oficialidad.

## Eliminaciones directas entre Argentina y Uruguay por torneos oficiales de selecciones absolutas
A continuación, se listan las eliminaciones directas de ambas selecciones absolutas en toda la historia, ya sean pertenecientes a torneos de FIFA o CONMEBOL en donde uno de los dos eliminó al otro o le ganó una final:
- Juegos Olímpicos 1928 (Final): Argentina 1 - Uruguay 2. Gana Uruguay y obtiene el campeonato.
- Copa Mundial Uruguay 1930 (Final): Uruguay 4 - Argentina 2. Gana Uruguay y obtiene el campeonato.
- Copa Mundial México 1986 (Octavos de final): Argentina 1 - Uruguay 0. Avanza Argentina.
- Copa América 1987 (Semifinal): Argentina 0 - Uruguay 1. Avanza Uruguay.
- Copa América 2011 (Cuartos de final): Argentina 1 (4) - Uruguay 1 (5). Avanza Uruguay.

### Finales que definieron un título
| Temporada              | Campeón          | Resultado        | Subcampeón       | Sede Final                     |
| Juegos Olímpicos       | Juegos Olímpicos | Juegos Olímpicos | Juegos Olímpicos |                                |
| ---------------------- | ---------------- | ---------------- | ---------------- | ------------------------------ |
| 1928                   | Uruguay          | 1 - 1 / 2 - 1    | Argentina        | Estadio Olímpico, Ámsterdam    |
| Copa Mundial de Fútbol |                  |                  |                  |                                |
| 1930                   | Uruguay          | 4 - 2            | Argentina        | Estadio Centenario, Montevideo |

## Máximas goleadas
A continuación se listan las máximas goleadas teniendo en cuenta solo los encuentros en que un equipo ha convertido al menos 6 goles:
| Fecha                   | Ciudad            | Resultado   | Campeonato           |
| ----------------------- | ----------------- | ----------- | -------------------- |
| 20 de julio de 1902     | Montevideo        | URU 0:6 ARG | Amistoso             |
| 27 de noviembre de 1910 | Buenos Aires      | ARG 2:6 URU | Copa Honor Argentino |
| 1 de octubre de 1916    | Avellaneda        | ARG 7:2 URU | Amistoso             |
| 19 de octubre de 1919   | Buenos Aires      | ARG 6:1 URU | Copa Honor Argentino |
| 11 de noviembre de 1937 | Avellaneda        | ARG 5:1 URU | Copa Lipton          |
| 15 de agosto de 1940    | Buenos Aires      | ARG 5:0 URU | Amistoso             |
| 15 de agosto de 1945    | Buenos Aires      | ARG 6:2 URU | Copa Newton          |
| 27 de marzo de 1955     | Santiago de Chile | ARG 6:1 URU | Copa América         |
| 16 de diciembre de 1959 | Guayaquil         | ARG 0:5 URU | Copa América         |

## Títulos oficiales a nivel de selecciones

### Selecciones mayores
| Competiciones                      | Uruguay | Argentina |
| ---------------------------------- | ------- | --------- |
| Copa América                       | 15      | 16        |
| Copa FIFA Confederaciones          | 0       | 1         |
| Copa Mundial de Fútbol             | 2       | 3         |
| Juegos Olímpicos                   | 2       | 0         |
| Campeonato Panamericano de Fútbol  | 0       | 1         |
| Copa de Oro de Campeones Mundiales | 1       | 0         |
| Copa de Campeones Conmebol-UEFA    | 0       | 2         |
| Total General                      | 20      | 23        |

### Títulos amistosos
| Competición               | Uruguay | Argentina |
| ------------------------- | ------- | --------- |
| Copa Honor Argentino      | 3       | 7         |
| Copa Honor Uruguayo       | 8       | 5         |
| Copa Lipton               | 11      | 18        |
| Copa Newton               | 11      | 17        |
| Copa Círculo de la Prensa | 1       | 1         |
| Totales                   | 34      | 48        |

### Selección Juvenil
| Competición                            | Uruguay | Argentina |
| -------------------------------------- | ------- | --------- |
| Medallas de Oro Olímpicas (Sub-23)     | 0       | 2         |
| Medallas de Oro Panamericanas          | 2       | 7         |
| Copa Mundial de Fútbol Sub-20          | 1       | 6         |
| Copa Mundial de Fútbol Sub-17          | 0       | 0         |
| Campeonato Sudamericano Sub-20         | 8       | 5         |
| Campeonato Sudamericano Sub-17         | 0       | 4         |
| Campeonato Sudamericano Sub-15         | 0       | 1         |
| Torneo Preolímpico Sudamericano Sub-23 | 0       | 5         |
| Medallas de Oro Sudamericanas          | 0       | 2         |
| Total                                  | 11      | 32        |

| Campeón   | Torneo                          | Año  | N.º  |
| --------- | ------------------------------- | ---- | ---- |
| Uruguay   | Copa América                    | 1916 | 1.º  |
| Uruguay   | Copa América                    | 1917 | 2.º  |
| Uruguay   | Copa América                    | 1920 | 3.º  |
| Argentina | Copa América                    | 1921 | 1.º  |
| Uruguay   | Copa América                    | 1923 | 4.º  |
| Uruguay   | Copa América                    | 1924 | 5.º  |
| Uruguay   | Juegos Olímpicos                | 1924 | 6.º  |
| Argentina | Copa América                    | 1925 | 2.º  |
| Uruguay   | Copa América                    | 1926 | 7.º  |
| Argentina | Copa América                    | 1927 | 3.º  |
| Uruguay   | Juegos Olímpicos                | 1928 | 8.º  |
| Argentina | Copa América                    | 1929 | 4.º  |
| Uruguay   | Copa Mundial FIFA               | 1930 | 9.º  |
| Uruguay   | Copa América                    | 1935 | 10.º |
| Argentina | Copa América                    | 1937 | 5.º  |
| Argentina | Copa América                    | 1941 | 6.º  |
| Uruguay   | Copa América                    | 1942 | 11.º |
| Argentina | Copa América                    | 1945 | 7.º  |
| Argentina | Copa América                    | 1946 | 8.º  |
| Argentina | Copa América                    | 1947 | 9.º  |
| Uruguay   | Copa Mundial FIFA               | 1950 | 12.º |
| Argentina | Copa América                    | 1955 | 10.º |
| Uruguay   | Copa América                    | 1956 | 13.º |
| Argentina | Copa América                    | 1957 | 11.º |
| Argentina | Copa América                    | 1959 | 12.º |
| Uruguay   | Copa América                    | 1959 | 14.º |
| Argentina | Campeonato Panamericano         | 1960 | 13.º |
| Uruguay   | Copa América                    | 1967 | 15.º |
| Argentina | Copa Mundial FIFA               | 1978 | 14.º |
| Uruguay   | Copa América                    | 1983 | 16.º |
| Argentina | Copa Mundial FIFA               | 1986 | 15.º |
| Uruguay   | Copa América                    | 1987 | 17.º |
| Argentina | Copa América                    | 1991 | 16.º |
| Argentina | Copa Confederaciones            | 1992 | 17.º |
| Argentina | Copa de Campeones Conmebol-UEFA | 1993 | 18.º |
| Argentina | Copa América                    | 1993 | 19.º |
| Uruguay   | Copa América                    | 1995 | 18.º |
| Uruguay   | Copa América                    | 2011 | 19.º |
| Argentina | Copa América                    | 2021 | 20.º |
| Argentina | Copa de Campeones Conmebol-UEFA | 2022 | 21.º |
| Argentina | Copa Mundial FIFA               | 2022 | 22.º |
| Argentina | Copa América                    | 2024 | 23.º |

| Décadas   | Títulos ganados por Argentina | Títulos ganados por Uruguay |
| --------- | ----------------------------- | --------------------------- |
| 1910-1919 | 0                             | 2                           |
| 1920-1929 | 4                             | 6                           |
| 1930-1939 | 1                             | 2                           |
| 1940-1949 | 4                             | 1                           |
| 1950-1959 | 3                             | 3                           |
| 1960-1969 | 1                             | 1                           |
| 1970-1979 | 1                             | 0                           |
| 1980-1989 | 1                             | 2                           |
| 1990-1999 | 3                             | 1                           |
| 2000-2009 | 0                             | 0                           |
| 2010-2019 | 0                             | 1                           |
| 2020-2029 | 4                             | 0                           |

## Títulos oficiales a nivel de clubes
A nivel de clubes, los equipos argentinos y uruguayos han tenido a lo largo de la historia, un protagonismo internacional importante. Tan es así, que los conjuntos de argentinos han sido los que más títulos internacionales oficiales han acumulado en América al día de hoy, y son los equipos argentinos los más laureados en el mundo entero sumando el total de sus títulos internacionales oficiales. Destacándose a nivel internacional 
Boca Juniors e Independiente con 18 títulos internacionales, y River Plate con 12.
Por el lado uruguayo, Peñarol y Nacional son los únicos clubes de aquel país que han sido campeones de torneos internacionales oficiales, siendo la Interamericana de 1989 (ganada por Nacional) el último título internacional ganado por un club uruguayo.

### Tabla comparativa de títulos entre clubes argentinos y uruguayos
| Competición                                   | Equipos de Argentina | Equipos de Uruguay |
| --------------------------------------------- | -------------------- | ------------------ |
| Copa Intercontinental (d)                     | 9                    | 6                  |
| Mundial de Clubes                             | 0                    | 0                  |
| Supercopa de Campeones Intercontinentales (d) | 0                    | 1                  |
| Copa Libertadores                             | 25                   | 8                  |
| Copa Sudamericana                             | 10                   | 0                  |
| Copa Suruga Bank                              | 3                    | 0                  |
| Copa Conmebol (d)                             | 3                    | 0                  |
| Copa Mercosur (d)                             | 1                    | 0                  |
| Supercopa Sudamericana (d)                    | 6                    | 0                  |
| Recopa Sudamericana                           | 11                   | 1                  |
| Copa Interamericana (d)                       | 7                    | 2                  |
| Copa de Oro (d)                               | 1                    | 0                  |
| Copa Master de Supercopa (d)                  | 1                    | 0                  |
| Copa Master de Conmebol (d)                   | 0                    | 0                  |
| Campeonato Sudamericano de Campeones (d)      | 0                    | 0                  |
| Totales                                       | 77                   | 18                 |

### Finales entre clubes
| Campeón       | Resultado   | Subcampeón        | Torneo                            |
| ------------- | ----------- | ----------------- | --------------------------------- |
| Independiente | 0-0 1-0     | Nacional          | Copa de Campeones de América 1964 |
| Independiente | 1-0 1-3 4-1 | Peñarol           | Copa Libertadores 1965            |
| Peñarol       | 2-0 2-3 4-2 | River Plate       | Copa Libertadores 1966            |
| Racing        | 0-0 2-1     | Nacional          | Copa Libertadores 1967            |
| Estudiantes   | 1-0 2-0     | Nacional          | Copa Libertadores 1969            |
| Estudiantes   | 1-0 0-0     | Peñarol           | Copa Libertadores 1970            |
| Nacional      | 0-1 1-0 2-0 | Estudiantes       | Copa Libertadores 1971            |
| Nacional      | 0-1 3-0     | Newell's Old Boys | Copa Libertadores 1988            |
| Nacional      | 1-0 0-0     | Racing            | Recopa Sudamericana 1989          |

| Finales entre clubes | Clubes Argentinos | Clubes Uruguayos |
| -------------------- | ----------------- | ---------------- |
| Finales ganadas      | 5                 | 4                |
| Totales              | 5                 | 4                |

## Total de títulos

### Tabla comparativa
| Títulos                 | Argentina | Uruguay |
| ----------------------- | --------- | ------- |
| Títulos por selecciones | 55        | 30      |
| Títulos por clubes      | 77        | 18      |
| Totales                 | 132       | 48      |